# 鈴木E族引擎
鈴木E族引擎是2010年代日本鈴木公司開發製造的往復式柴油引擎，屬於直列二缸、DOHC的結構設計，同時也是該公司首度開發的柴油引擎。

## 歷史與概要
2010年以降，鈴木公司為了因應歐洲和印度汽車市場的需求，柴油引擎須仰賴義大利菲亚特汽车集团供應。鈴木公司獲得後者的授權，得以讓子公司馬魯蒂鈴木生產排氣量1.3L至2.0L的飛雅特克萊斯勒JTD族引擎。可惜飛雅特汽車集團無法供應小排氣量柴油引擎以應付印度市場的需求，為此鈴木公司自行研發出0.8L的E08A型，並於2015年6月3日發表。E族柴油引擎的汽缸本體以鋁合金製成，並採低壓縮比之設計。汽門驅動方式為DOHC，進氣2、排氣2，共有4汽門。

## E08A型
此具E08A型柴油引擎的排氣量為793c.c.，缸徑77.0mm、衝程85.1mm，壓縮比15.1：1。搭配附中冷器的渦輪增壓，可榨出47.6ps / 3,500rpm的最大馬力、12.8kg·m / 2,000rpm的最大扭力。車型：
1. 2015年迄今：第二代鈴木Celerio

## 外部連結
- （日語）東洋経済新報社：スズキ､ディーゼルエンジン開発に本腰 （页面存档备份，存于）